# Sy Barry

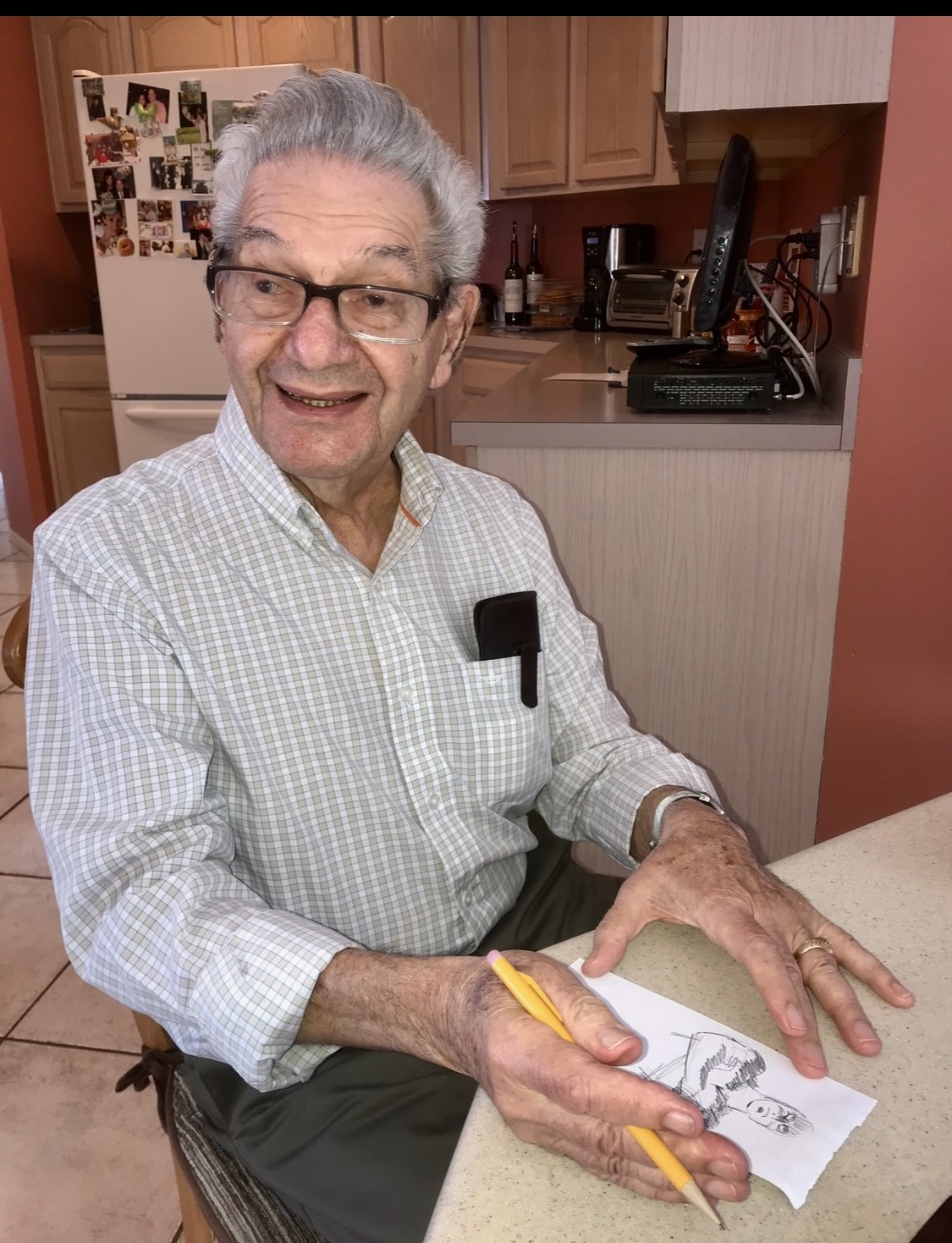
Sy Barry, 2018

Seymour „Sy“ Barry (* 12. März 1928 in New York City, New York) ist ein US-amerikanischer Comiczeichner.

## Leben
Barry, jüngerer Bruder des Comiczeichners Dan Barry, besuchte nach Abschluss der New York School of Art die Art Students League of New York und arbeitete gleichzeitig als Assistent für seinen Bruder. Danach arbeitete er freiberuflich für mehrere Verlage, für die er hauptsächlich als Inker tätig war. Nach dem Tod von Wilson McCoy im Jahr 1961 wurde Barry vom King Features Syndicate damit betraut, dessen Comic Phantom fortzuführen, was er bis zu seinem Rückzug im Jahr 1995 machte.
Andreas C. Knigge begründet die Popularität von Phantom mit Barrys „geradliniger Federführung und seiner dynamischen Schwarzweißtechnik“.